# McLean Stevenson
McLean Stevenson (Normal, Illinois, VS, 14 november 1927 - Los Angeles, Californië, VS, 15 februari 1996) was een Amerikaans acteur, met name bekend geworden als kolonel Henry Blake uit tv-serie M*A*S*H (72 afleveringen tussen 1972-1975). Op 15 februari 1996 overleed hij aan een hartaanval, terwijl hij nog herstelde van een operatie. 

## Filmografie
- Tales of the City (Mini-serie, 1993) - Booter Manigault
- Class Cruise (televisiefilm, 1989) - Miles Gimrich
- Dirty Dancing televisieserie - Max Kellerman (Afl. onbekend, 1988-1989)
- Square One tv televisieserie - Mike Pliers (3 afl., 1988)
- Mathnet televisieserie - Mike Pliers (Afl., The Case of the Deceptive Data, 1988)
- The Golden Girls televisieserie - Dr. Theodore 'Ted' Zbornak (Afl., Brotherly Love, 1987)
- Tall Tales and Legends televisieserie - Andrew Jackson (Afl., Davy Crockett, 1985)
- The Love Boat televisieserie - Rol onbekend (Afl., For Better or Worse/The Buck Stops Here/Bet on It, 1984)
- Hotel televisieserie - Harry Gilford (Afl., Reflections, 1984)
- The Love Boat televisieserie - Rol onbekend (Afl., The Captain's Replacement/Sly as a Fox/Here Comes the Bride...Maybe, 1983)
- Condo televisieserie - James Kirkridge (Afl. onbekend, 1983)
- The Astronauts (televisiefilm, 1982) - Colonel Michael C. Rooker
- Disneyland televisieserie - Dr. Norman Link (Afl., The Cat from Outer Space: Part 1 & 2, 1982)
- The Love Boat televisieserie - Bob Crawford (Afl., A Model Marriage/This Year's Model/Original Sin/Vogue Rogue/Too Clothes for Comfort: Part 1 & 2, 1981)
- Hello, Larry televisieserie - Larry Adler (Afl. onbekend, 1979-1980)
- Diff'rent Strokes televisieserie - Larry Adler (6 afl., 1979)
- In the Beginning televisieserie - Father Daniel M. Cleary (Afl. onbekend, 1978)
- The Tonight Show Starring Johnny Carson televisieserie - Gast-presentator (5 afl., 2 keer 1975, 2 keer 1976, 1978)
- The Cat from Outer Space (1978) - Dr. Norman Link
- The McLean Stevenson Show televisieserie - McLean 'Mac' Ferguson (Afl. onbekend, 1976-1977)
- The Carol Burnett Show televisieserie - Henry Blake (Episode 8.22, 1975)
- M*A*S*H televisieserie - Lt. Col. Henry Blake (70 afl., 1972-1975)
- Win, Place or Steal (1975) - Mr. Hammond
- Shirts/Skins (televisiefilm, 1973) - Doctor Benny Summer
- The Christian Licorice Story (1971) - Smallwood
- Mr. and Mrs. Bo Jo Jones (televisiefilm, 1971) - Minister
- The Bold Ones: The New Doctors televisieserie - George Caldwell (Afl., One Lonely Step, 1971)
- Love, American Style televisieserie - Rol onbekend (Afl., Love and the Penal Code, 1971)
- The Doris Day Show televisieserie - Michael Nicholson (Afl. onbekend, 1969-1971)
- The Tim Conway Comedy Hour televisieserie - Rol onbekend (1970)
- That Girl televisieserie - Mr. McKorkle (Afl., My Sister's Keeper, 1969)

- Biblioteca Nacional de España: XX1789140
- Bibliothèque nationale de France: cb14230035b (data)
- International Standard Name Identifier: 0000 0001 1453 2970
- Library of Congress Control Number: n81101384
- Nationale bibliotheek van Australië: 40128366
- SNAC: w6s784hs
- Trove: 1443971
- Virtual International Authority File: 100250141
- WorldCat: E39PBJgMxFyyjKCxgYyMhdvbVC